# Hombach (Strunde)
Der Hombach (in einigen Verzeichnissen auch fälschlicherweise Hambach genannt) ist ein gut 2,4 Kilometer langer, südlicher und linker Zufluss der Strunde auf dem Gebiet der Kreisstadt Bergisch Gladbach im nordrhein-westfälischen Rheinisch-Bergischen Kreis.

## Geographie

### Verlauf
Der Hombach entspringt mit seinem Hauptlauf auf einer Höhe von etwa 224 m ü. NHN in einem Wiesengebiet südlich des Wohnplatzes Kierdorf. Ein Nebenlauf, ebenfalls Hombach genannt, entspringt auf einer Höhe von etwa 241 m ü. NHN in Herkenrath am Asselbroner Weg.
Der Bach fließt zunächst in südlicher Richtung an Oberhombach und Unterhombach vorbei durch das Naturschutzgebiet Hombachtal. In der Nähe von Gut Schiff mündet er schließlich auf einer Höhe von 135 m ü. NHN von links in die Strunde.

### Einzugsgebiet
Das Einzugsgebiet des Hombachs liegt im Naturraum Paffrather Kalksenke und wird über Strunde und Rhein in die Nordsee entwässert.
Es grenzt
- im Norden an das des Strundezuflusses Asselborner Bachs,
- im Süden an das des Lerbachs, ebenfalls einem Zufluss der Strunde, sowie
- an das des Volbachs, einem Zufluss der Sülz,
- ansonsten der aufnehmenden Strunde.

Das Einzugsgebiet besteht zum größten Teil aus Wald und Wiesen.

### Zuflüsse
Der Hombach hat keine benamten Zuflüsse.

## Naturschutzgebiet Hombachtal
Das Naturschutzgebiet Hombachtal erstreckt sich von der Quelle eines Nebengewässers des Hombachs bei Breite bis in den Unterlauf.